# Festus (historyk)
Festus (łac. Rufius Festus, ur. przed 320, zm. 30 grudnia 379) – historyk późnego Rzymu, autor dzieła historycznego pod tytułem: Brewiarium dziejów ludu rzymskiego (Breviarium rerum gestarum populi Romani). Tradycja piśmienna różnie przekazywała jego imię (Rufus/Ruffus Festus, Rufius Festus, czy nawet Ruffus Sextus). Przyjęło się więc podawać tylko jedno jego imię.
W oparciu o świadectwo Ammiana można przyjąć, że Festus urodził się w Trydencie, był niskiego stanu społecznego, a w oparciu o Eunapiusza można nawet ustalić dokładną datę jego śmierci. Na dworze Walensa pełnił wysokie stanowisko sekretarza cesarskiej kancelarii (magister memoriae). Na mocy dekretu Walentyniana, Walensa i Gracjana sprawował także funkcję prokonsula w Azji. W roku 365 był namiestnikiem Syrii.
Dzieło Festusa najprawdopodobniej powstało na przełomie 369 i 370 roku. Pod względem chronologicznym odpowiada dziełu Eutropiusza (od założenia miasta do 363 roku).